# Isofluorofato
Isofluorofato, fluorofosfato de di-isopropil (português brasileiro) ou di-isopropilo fluorofosfato (português europeu) é um composto sintético de fósforo  de formulação C6H14FO3P.